# لندلیز گروپ
ال‌ال‌سی (به انگلیسی: LLC) یک شرکت چند ملیتی است که مقر آن در سیدنی، استرالیا است. ال‌ال‌سی واژه اختصاری Lend Lease Corporation Limited است.